# Locura (álbum de Nuria Fergó)
Locura es el título del segundo álbum de estudio de Nuria Fergó. Tras el éxito cosechado con Brisa de esperanza, Fergó publicó su segundo álbum. El 16 de junio de 2003 salió a la venta su segundo álbum Locura (producido por Nacho Mañó, integrante del grupo Presuntos Implicados). Debutó en el top 10 y fue cerfiticado con disco de oro. El álbum tiene mayor presencia de pop y tiene temas flamenco. Con él se estrenó como compositora junto a Daniel Andrea. Los sencillos del disco fueron "De vuelta", "Quiéreme" (a dúo con Manu Tenorio) y "Sólo con mirarnos". 

## Listado de canciones
1. De vuelta - 4:36
2. Desde el mismito instante - 3:36
3. Quiéreme (con Manu Tenorio) - 4:41
4. Cara a Cara - 3:53
5. Naufragio - 3:58
6. Mi camino sin ti - 4:13
7. Baila - 3:04
8. Sólo con mirarnos - 4:14
9. Locura - 3:50
10. Algodón de azúcar - 3:22

## Singles
1. De vuelta
2. Quiéreme (con Manu Tenorio)
3. Sólo con mirarnos

## Listas

### Semanales
| País   | Ranking         | Primera semana | Posición de ingreso | Mejor posición | Semanas en la mejor posición | Semanas en el ranking | Última semana |
| ------ | --------------- | -------------- | ------------------- | -------------- | ---------------------------- | --------------------- | ------------- |
| Europa |                 |                |                     |                |                              |                       |               |
| España | Top 100 álbumes | 16/06/2003     | 1                   | 1              | -                            | -                     | -             |